# The Von Bondies

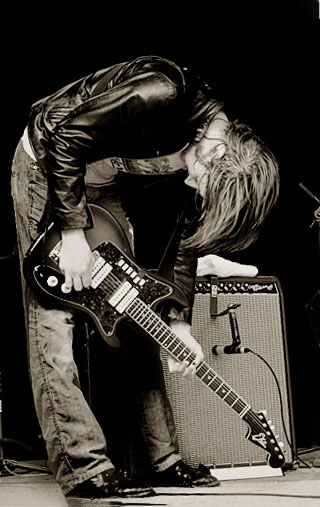
Jason Stollsteimer em foto de 2004.

The Vond Bondies foi uma banda norte-americana de rock alternativo ativa de 1997 a 2011.

## História
A banda foi criada durante um show das bandas Cramps e Guitar Wolf em 1997. A formação original contava com Jason Stollsteimer e Marcie Bon. A banda teve inúmeras formações e trocas de nome chegando a se chamar até de The Baby Killers antes de chegarem a The Von Bondies em 2000. Don Blum juntou-se a banda em 1999 depois de assistir diversos shows dos The Baby Killers, em paralelo Leann Banks foi escolhido por uma audição. The Von Bondies teve sua explosão ao tocarem numa apresentação do ano novo de 2000 em Detroit, Michigan. Na plateia estava Long Gone, dono do selo Symptahy for the Record Industry. Em 2001 a gravadora de Gone lançou o primeiro álbum da banda intitulado "Lack of Comunicattion".
A banda é também conhecida por ter uma de suas musicas C'mon C'mon como tema de abertura da série Rescue Me.

## Participantes da banda
- Jason Stollsteimer: Vocalista e  Guitarra solo (1997–2011)
- Leann Banks: Baixo elétrico e Vocal de apoio (2006–2011)
- Christy Hunt: Guitarrar e vocals (2008–2011)
- Lauren Wilcox: Baixo elétrico (2001)
- Carrie Ann Smith: Baixo elétrico e vocals (2001–2004)
- Yasmine Smith: Baixo elétrico e vocals (2004–2006)
- Marcie Bolen: Guitarra, (2001–2006)
- Alicia Gbur: Guitarra, teclado, vocais (novembro 2007–março 2008)
- Matt Lannoo: Guitarra, touring member (novembro 2007–março 2008)
- Don Blum: Bateria e percussão (1997–2011)